# Mitra gracilefragum
Mitra gracilefragum is een slakkensoort uit de familie van de Mitridae. De wetenschappelijke naam van de soort is voor het eerst geldig gepubliceerd in 2007 door Turner.